# Masjid Tanah
Masjid Tanah – miasto we Malezji w stanie Malakka. W 2000 roku liczyło 25 728 mieszkańców.